# Corresponsabilitat
S'entén per corresponsabilitat la responsabilitat compartida, que en l'àmbit domèstic es tradueix en la distribució equilibrada, equitativa i funcional de la planificació, l'organització i la realització de les responsabilitats domèstiques entre els membres de la llar.
La corresponsabilitat, per tal que representi el repartiment equitatiu de les responsabilitats, ha d'aplicar-se en la cura de la llar, que tindria més a veure amb allò material i més visible, i també en la cura de les persones i els vincles, que mantenen el benestar de totes i tots els membres de la llar. Aquest repartiment equitatiu obliga a trencar amb la idea bàsica de l'ajuda o la col·laboració, que sovint s'atribueixen els homes en pro de les dones, que són les que assumeixen el rol de cura. La corresponsabilitat implica un canvi de mentalitat i d'actitud des de la societat cap a allò domèstic-familiar; implica un compromís per part de les persones que conviuen, buscant noves formes de col·laboració i solidaritat per avançar cap a la igualtat d'oportunitats entre dones i homes.
L'objectiu de la corresponsabilitat és que tots els membres d'una mateixa llar tinguin els mateixos drets i deures en l'equilibri de cuidar i ser cuidades. La corresponsabilitat en les cures ha de comprometre tant a les famílies, l'Estat, les regulacions del mercat i el tercer sector.

## Aspectes sociològics
Amb l'arribada del capitalisme el model familiar va canviar per passar a tenir una divisió molt clara entre la producció, lligada a l'àmbit públic, i la reproducció, lligada a l'àmbit privat. Aquesta distribució dels dos àmbits va assignar també una divisió de les tasques, deixant les dones en l'àmbit reproductiu, mentre els homes assumien el rol productiu.
En les últimes dècades el model de família tradicional ha anat canviat, les dones s'han incorporat massivament al mercat laboral, però els rols assignats a homes i dones no s'han modificat i són les dones les que segueixen assumint les tasques de cura.
Les necessitats vitals i el benestar de la població no depenen només de la productivitat d'un país, o del ritme dels mercats, sinó que tenen molt a veure amb el treball de cura, assumit majoritàriament per les dones. Sense vida no hi ha societat i sense persones no hi ha treballadors ni treballadores, ni consumidors ni consumidores.
La incorporació massiva de les dones al mercat laboral i les dèbils estructures de benestar per part dels estats han posat de manifest la manca d'espais per a la conciliació de la vida personal, familiar i laboral. Les polítiques de conciliació s'han adreçat a les dones, sense un enfocament de gènere, fet que ha provocat que les dones siguin les protagonistes de les mesures de conciliació, les que més les usen. Moltes d'aquestes mesures han estat del tot contraproduents per la corresponsabilitat, donat que les dones, gràcies a les mesures de conciliació han reduït les seves hores laborals, per dedicar-les a la cura, renunciant sovint a millores laborals i salarials, i sense haver aconseguit en cap moment la corresponsabilitat dels homes, que han quedat en un segon pla, contribuint a les tasques domèstiques i de cura només des del concepte d'"ajuda".

## Dades
Usos del temps. 2011. Activitats principals en un dia mitjà. Per sexe.
|                                         | Participació en l'activitat (%) Homes | Participació en l'activitat (%) Dones | Durada mitjana (en hores i minuts) Homes | Durada mitjana (en hores i minuts) Dones |
| --------------------------------------- | ------------------------------------- | ------------------------------------- | ---------------------------------------- | ---------------------------------------- |
| Cures personals                         | 99.96                                 | 100                                   | 11:32                                    | 11:34                                    |
| Treball remunerat                       | 38.86                                 | 29.6                                  | 07:51                                    | 06:50                                    |
| Estudis                                 | 13.03                                 | 12.58                                 | 05:01                                    | 04:41                                    |
| Llar i família                          | 79.01                                 | 91.94                                 | 02:35                                    | 04:14                                    |
| Treballs voluntaris i reunions          | 10.35                                 | 12.62                                 | 01:55                                    | 01:54                                    |
| Vida social i diversió                  | 62.09                                 | 62.91                                 | 01:55                                    | 01:56                                    |
| Esports i activitats a l'aire lliure    | 42.98                                 | 37.79                                 | 2:05                                     | 01:47                                    |
| Aficions i informàtica                  | 36.74                                 | 27.05                                 | 02:02                                    | 01:36                                    |
| Mitjans de comunicació                  | 84.45                                 | 82.79                                 | 02:44                                    | 02:30                                    |
| Trajectes i ús del temps no especificat | 86.8                                  | 83.51                                 | 01:32                                    | 01:30                                    |

Font: Institut d'Estadística de Catalunya
Aquesta enquesta posa de manifest les diferències existents entre dones i homes en aspectes tant rellevants per la corresponsabilitat com el treball remunerat i el temps dedicat a la llar i a la família. Les dones assumeixen el doble d'hores diàries a la llar i la família, i una menys al treball remunerat, en relació als homes. La vida social, els esports i les aficions tenen unes diferències que no es poden considerar significatives.
L'Idescat va publicar la mateixa enquesta l'any 2002-2003 i les diferències resultants entre homes i dones eren similars. El temps global dedicat al treball remunerat era de 8:26h pels homes i 7:06h per les dones. Pel que fa a la llar i família, el 2003 els homes hi dedicaven 2:14h i les dones 4:37h. Per tant, observem que es dedicaven més hores al treball però la proporció es manté en dones i homes. Pel que fa a la llar i família i ha un lleuger augment entre les dades del 2003 i les actuals, en la dedicació (en hores i minuts) per part dels homes, que provoca una lleugera davallada en les dones.

## Responsabilitat pública
Les institucions públiques han de facilitar la conciliació en els usos del temps, creant i proposant els recursos necessaris per conjugar la vida personal, familiar i laboral, posant l'èmfasi en la corresponsabilitat dels homes en el treball domèstic i les cures. L'adequació de les estructures laborals a les necessitats de la vida personal i familiar, amb serveis sociocomunitaris, prestacions econòmiques i mesures fiscals, entre d'altres, per afavorir el canvi de gènere. Per aconseguir la corresponsabilitat en l'àmbit domèstic cal que existeixi una corresponsabilitat social. Per avançar en conciliació, és important que una gran part de les tasques de cura s'externalitzin i siguin assumides per part de l'Estat, com a mesura important a l'hora de garantir la plena integració de les dones en el món laboral, en igualtat de condicions, i amb l'objectiu d'erradicar les discriminacions directes i indirectes que pateixen les dones.
El terme corresponsabilitat va molt lligat al terme conciliació familiar. Malgrat tot, no s'aconseguirà una conciliació de la vida personal, familiar i laboral sense una corresponsabilitat real dins la família. La legislació existent promou la conciliació laboral i familiar, i posa en marxa mesures que la faciliten, però oblida mesures econòmiques compensatòries o de tipus fiscal per promoure que tant homes com dones s'acullin a permisos, reduccions de jornada, excedències... per cura de familiars.
No existeix cap llei específica de corresponsabilitat, però sí que aquesta queda reflectida, de forma directa o indirecta, en la major part de lleis de conciliació i lleis relacionades amb la igualtat efectiva de dones i homes. A continuació se citen les directrius legislatives més rellevants:
La legislació estatal i de la comunitat autònoma de Catalunya, relativa a igualtat i conciliació, recull en alguns punts la corresponsabilitat, però cap llei estableix com s'ha de portar a terme aquesta.
La Ley 39/1999 de 5 de noviembre, para promover la conciliación de la vida familiar y laboral de las personas trabajadoras és una llei que basa l'articulat en la modificació constant de lleis anteriors. La llei regula els permisos retribuïts per naixement de fill, accident, malaltia o mort de familiars, la reducció de jornada o l'excedència per cura de familiars.
La Ley Orgánica 3/2007, de 22 de marzo, llei per a la igualtat efectiva de dones i homes anomena, en la seva exposició de motius, l'especial atenció de l'esmentada llei en la correcció de les desigualtats en les relacions laborals, amb un especial interès en reconèixer el dret a la conciliació de la vida personal, familiar i laboral, mitjançant el foment de la corresponsabilitat entre dones i homes en l'assumpció de les obligacions familiars. A l'article 14, punt 8, recull que els Poders Públics han d'establir les mesures adequades que assegurin la conciliació del treball i la vida personal i familiar de dones i homes, fomentant la corresponsabilitat en les tasques domèstiques i l'atenció familiar.
La Llei 17/2015 de 21 de juliol, d'igualtat efectiva de dones i homes, fa referència, ens els principis d'actuació dels poders públics, a que aquests han de garantir el compliment dels principis d'igualtat d'oportunitats entre dones i homes en el treball i reconèixer la vàlua del treball domèstic i de cura de persones, per assolir un repartiment equitatiu i corresponsable entre dones i homes. En els articles 35 i 46, s'esmenta la necessitat d'impulsar l'equilibri en la distribució del temps dedicat al treball de mercat i al treball domèstic i de cura de persones. La llei parla d'implementar polítiques actives i de sensibilització per donar reconeixement al treball domèstic i de cura, i esmenta la necessitat d'assumir les cures amb corresponsabilitat entre dones i homes.
El Real Decreto-ley 6/2019, de 1 de marzo, de medidas urgentes para garantía de la igualdad de trato y de oportunidades entre mujeres y hombres en el empleo y la ocupación, també fa esment a la corresponsabilitat de la vida personal, familiar i laboral. En l'articulat centra la corresponsabilitat en la cura del lactant per part d'ambdós progenitors, adoptants o persones que en tinguin la guarda de fet o acollidors de caràcter permanent. Aquest decret també promou una reforma de l'article 34.8 de l'Estatut dels Treballadors, que recollia l'adaptació de la jornada (fruit del dret a la conciliació de la vida personal, familiar i laboral) condicionada a la negociació col·lectiva o a l'acord individual entre l'empresari i la persona treballadora. Amb aquesta modificació l'adaptació de la jornada per motius de conciliació es configura com un dret autònom sense necessitat de reduir la jornada laboral, per tant, sense disminució salarial. La persona treballadora pot sol·licitar l'adaptació de la durada i la distribució de la seva jornada laboral, així com la possibilitat de sol·licitar teletreball.
A nivell Europeu, la Directiva (UE) 2019/1158, del Parlamento Europeo y del Consejo, de 20 de junio de 2019 relativa a la conciliación de la vida familiar y la vida profesional de los progenitores y los cuidadores, estableix els requisits mínims per la igualtat entre homes i dones i amb relació a les oportunitats en el mercat de treball. Aquesta Directiva té en compte les següents consideracions: 1-Les polítiques de conciliació de la vida familiar i la vida laboral han de contribuir a aconseguir la igualtat de gènere, promovent la participació de les dones en el mercat laboral, el repartiment igualitari entre homes i dones de les responsabilitats de cura de familiars i l'eliminació de la bretxa salarial. 2-El marc jurídic vigent de la Unió Europea proporciona pocs incentius als homes perquè assumeixin la mateixa quantitat de responsabilitat en la cura de familiars. El desequilibri entre el disseny de les polítiques de conciliació de la vida familiar i laboral entre homes i dones incrementa els estereotips i les desigualtats de gènere en matèria laboral i familiar.
L'articulat d'aquesta Directiva estableix drets individuals relacionats amb el permís de paternitat, el permís parental i el permís per cuidadores i cuidadors. S'estableix un temps mínim de permís parental no transferible, així com formules de treball flexible per a treballadores i treballadors de fills i filles fins una determinada edat o que siguin cuidadors/es, per ocupar-se de les seves obligacions de cura. Els empleadors hauran de justificar qualsevol denegació d'aquestes sol·licituds.

## Factors que no afavoreixen la corresponsabilitat[2]
Hi ha una sèrie de factors que no afavoreixen la corresponsabilitat, malgrat les indicacions legislatives:
- Educació sexista: les diferències en l'educació i la socialització dels infants perpetuen, molt sovint, els estereotips de gènere, on les dones són educades i preparades per la cura d'altres persones, i els homes aprenen que aquestes tasques no els corresponen. Els homes des de ben petits aprenen que les tasques de cura no els corresponen. Cal més coeducació a les escoles i un canvi de rols en la societat per trencar amb aquest model educatiu i de socialització.
- Percepció de poder i privilegi: el patriarcat i la socialització que se'n deriva atorga als homes certs privilegis, com la disponibilitat dels temps d'oci, la llibertat de moviment, dret a que es satisfacin les seves necessitats...
- Tasques invisibilitzades i no valorades: les tasques domèstiques i de cura són poc valorades. El nostre model de societat no reconeix el valor que mereixen aquestes tasques, per tant queden invisibilitzades i infravalorades. Realitzar tasques de cura no té compensació econòmica, ni reconeixement social, i són tasques que no estan subjectes a un horari, ni unes condicions laborals, ni a una retribució, ni a vacances i/o períodes de descans.
- Poc suport social i laboral: malgrat l'aprovació de lleis i l'intent de visibilitzar les tasques domèstiques i dotar-les de valor, encara existeix poca consciència de la necessitat de corresponsabilitzar-nos en tasques que ens afecten a totes i tots per igual. En l'àmbit laboral, el model productiu i l'exigència del mercat de treball tampoc faciliten la conciliació de la vida laboral i familiar.